# Varietà pseudo-riemanniana
In matematica, in particolare in geometria differenziale, una varietà pseudo-riemanniana è una varietà differenziabile dotata di un tensore metrico con cui definire sullo spazio tangente di ciascun suo punto un prodotto scalare non degenere. Questa nozione generalizza quella di varietà riemanniana per cui il tensore metrico, oltre a non indurre un prodotto scalare degenere, deve anche essere tale che il prodotto risultante sia definito positivo. 
Le varietà pseudo-riemanniane sono utilizzate nella formulazione della relatività generale sotto forma di varietà lorentziana, che è una varietà pseudo-riemanniana il cui tensore metrico ha segnatura {\displaystyle (n-1,1)} o {\displaystyle (1,n-1)}, con {\displaystyle n} dimensione della varietà. In particolare la relatività generale modellizza lo spaziotempo come una varietà lorentziana con segnatura {\displaystyle (3,1)} o {\displaystyle (1,3)},  a seconda delle convenzioni, corrispondente a tre coordinate spaziali e una temporale.

## Proprietà

### Curvatura
Le usuali nozioni di curvatura definite per varietà riemanniane si estendono alle varietà pseudo-riemanniane. Come nel caso riemanniano, è infatti definita un'unica connessione di Levi-Civita che permette quindi di parlare di tensori di Riemann, di Ricci, curvatura scalare e curvatura sezionale.

### Topologia
Ogni varietà differenziabile ammette varie metriche riemanniane; può però non ammettere metriche lorentziane o con altre segnature. Non è possibile infatti usare una partizione dell'unità per costruire metriche non riemanniane.

### Sottovarietà
Una sottovarietà differenziabile di una varietà pseudo-riemanniana può non essere una varietà riemanniana. Questo è dovuto al fatto che la restrizione ad un sottospazio vettoriale di un prodotto scalare non degenere può essere degenere. Ad esempio, una curva può avere in qualche punto una tangente isotropa.

## Esempi
Lo spazio euclideo {\displaystyle \mathbb {R} ^{n}} può essere dotato di un prodotto scalare con segnatura arbitraria {\displaystyle (k,n-k)}. Il risultato è una varietà pseudo-riemanniana con curvatura nulla. Lo spazio {\displaystyle \mathbb {R} ^{4}} con segnatura {\displaystyle (3,1)} è lo spaziotempo di Minkowski.